# Parhippopsicon vittipenne
Parhippopsicon vittipenne är en skalbaggsart som beskrevs av Stefan von Breuning 1970. Parhippopsicon vittipenne ingår i släktet Parhippopsicon och familjen långhorningar. Inga underarter finns listade i Catalogue of Life.